# 태시 (발해)
태시(太始)는 발해 간왕의 연호이다. 818년 한 해 동안만 사용되었다.

## 기년표
| 태시 | 원년  |
| 서기 | 818년 |
| 간지 | 무술  |

## 같이 보기
- 발해
- 한국의 연호

| 이전연호: | 다음연호: |
| --------- | --------- |
| 주작      | 건흥      |